# Contessa Entellina
Pour les articles homonymes, voir Contessa.
Contessa Entellina est une commune italienne de la province de Palerme dans la région Sicile en Italie.
La commune donne son nom au vignoble Contessa Entellina.

## Histoire
Au nord-ouest du village actuelle, sur le lieu-dit la Rocca d’Entella, les Élymes fondent la cité antique Entella. 
Au Moyen Âge, l'agriculture est dominée par la culture extensive du blé dans les latifundia qui fait naitre le village à la fin du XVe siècle, pour héberger la main-d’œuvre rurale.
La commune abrite une communauté Arbëresh, Albanais installés ici au XVe siècle, fuyant l’avance ottomane. Ces Albanais ont gardé une forte identité, parlant toujours leur langue, l’arbërisht. Dans leur dialecte albanais teinté d’italien, le village se nomme Kundisa.

## Géographie
Située en Sicile occidentale intérieure, à 90 kilomètres au sud de Palerme, la commune domine à 600 mètres d’altitude environ la vallée du Belice au nord-ouest. 

## Culture
L'Antiquarium de Contessa Entellina est un musée inauguré en 1995. Y sont exposés les découvertes archéologiques d'Entella, dont trois moulages des décrets d'Entella et de Nakone, des céramiques locales et importées de la Préhistoire au IVe siècle, des matériaux provenant du grenier et de la nécropole, et une reconstitution grandeur nature d'une sépulture hellénistique et des objets funéraires. Une section reconstitue la vie quotidienne médiévale : mouture des céréales, tissage, éclairage, habillement.  Une autre présente les découvertes du sanctuaire extra-urbain de Contrada Petraro. La grande salle rassemble des pithoi (grands récipients en forme de jarre) trouvés dans le grenier public et de nombreuses amphores de transport, du matériel épigraphique et des pièces de monnaie.

## Administration
| Période                                  | Période | Identité | Étiquette | Qualité |
| ---------------------------------------- | ------- | -------- | --------- | ------- |
|                                          |         |          |           |         |
| Les données manquantes sont à compléter. |         |          |           |         |

### Communes limitrophes
Bisacquino, Campofiorito, Corleone, Giuliana, Monreale, Poggioreale, Roccamena, Salaparuta, Sambuca di Sicilia, Santa Margherita di Belice